# 1638 w polityce
Wydarzenia polityczne w 1638 roku.

## Urodzili się
- 5 września Ludwik XIV, król Francji[1].

## Zmarli
- 27 maja Jan Wężyk, prymas Polski[2].